# Éric Mura
Éric Mura est un footballeur français né le 23 janvier 1967 à Saint-Cyr-l'École.
Il évoluait au poste de défenseur à l'Olympique de Marseille où il a fait l'essentiel de sa carrière et participé à l'épopée phocéenne de l'ère Bernard Tapie. 
Il a terminé sa carrière en Division 2 au RC Strasbourg puis au SC Bastia.

## Biographie
Il joue à l'Olympique de Marseille de 1983 à 1991, en étant la majeure partie du temps remplaçant. Il blesse involontairement Gaëtan Huard à la jambe dans un choc le 21 mars 1990, lors d'un 1/4 de finale retour de Coupe d'Europe des Clubs Champions, contre le Sredets Sofia. À la suite de ce choc, où les deux joueurs se sont télescopés, Gaëtan Huard loupera notamment toute la saison 1990-1991. Éric Mura était sur la feuille de match de la finale de la Coupe d'Europe des Clubs Champions en 1991. 

Il aura une fin de carrière plus ou moins anecdotique au RC Strasbourg et au SC Bastia, avec néanmoins un peu plus de temps de jeu qu'à l'OM.

## Palmarès
- Champion de France en 1989, 1990 et 1991 avec l'Olympique de Marseille
- Vainqueur de la Coupe de France en 1989 avec l'Olympique de Marseille
- Finaliste de la Coupe d'Europe des Clubs Champions en 1991.